# Ultima Oră
Ultima Oră este un ziar cotidian din România.
A fost lansat la București la data de 18 septembrie 1996, sub conducerea directorului Ion Marin.
Printre colaboratorii primului număr se regăseau Cătălin Tache, Cristi Godinac, Romeo Diaconescu, Daniela Dimitru sau Monica Rădoi.